# Synagoge (Rhaunen)
Die Synagoge in Rhaunen stand in der Salzengasse. Sie wurde von 1920 bis 1938 genutzt. Bei den  Novemberpogromen 1938 wurde die Inneneinrichtung zerstört und das Gebäude schwer beschädigt, aber nicht in Brand gesetzt. Noch im November 1938 wurde das Gebäude abgerissen.

## Synagoge

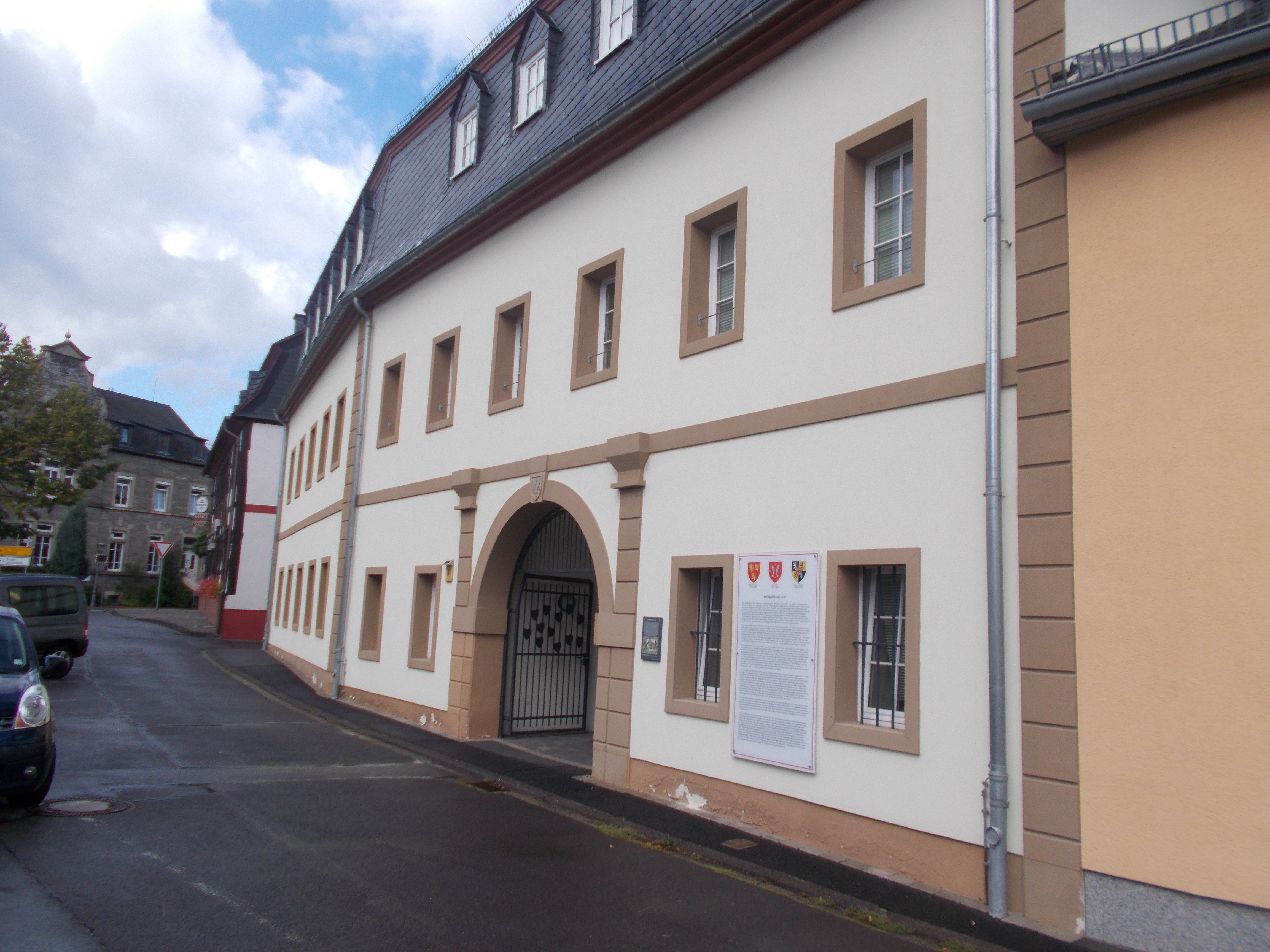
Wildgräflicher Hof. Im Geschoss über der Toreinfahrt befand sich von 1901 bis 1920 die Synagoge, bevor sie 1920 in das Gebäude in der Salzengasse verlegt wurde.

Einen Betraum gab es in Rhaunen bereits um 1730. Im Jahr 1847 wird eine Synagoge genannt, deren Standort allerdings nicht bekannt ist. Diese wurde 1901 abgerissen. Bereits 1888 wurde mit dem Planungen für den Bau einer neuen Synagoge begonnen. Diese wurden aber nie umgesetzt, da es der Gemeinde an den benötigten finanziellen Mittel fehlte und das Vorhaben schlussendlich 1907 von den Behörden abgelehnt wurde. Von 1901 bis 1920 befand sich die Synagoge in dem Gebäude des ehemaligen wildgräflichen Oberamtshauses Am Bach 8 (heutige Otto-Conrad-Straße 5; Haus Wildgräflicher Hof), das einem Mitglied der jüdischen Gemeinde gehörte. 1920 wurde die Synagoge dann in das ehemalige Wohnhaus eines in die Vereinigten Staaten emigrierten Gemeindemitgliedes in der Salzengasse verlegt. Es handelte sich dabei um ein eingeschossiges Gebäude. Mitglieder der SA stürmten in der Nacht vom 11. auf den 12. November das Gebäude. Die Inneneinrichtung wurde zertrümmert. In Brand gesetzt wurde das Gebäude wegen eines Benzinlagers in der Nachbarschaft zwar nicht, es wurde aber schwer beschädigt, und einige Tage später von der Feuerwehr abgerissen.

## Jüdische Gemeinde Rhaunen
Vermutlich siedelten bereits Ende des 14. Jahrhunderts Juden, die eine Ansiedlungserlaubnis von den Wildgrafen von Dhaun erhalten hatten, in dem Gebiet von Rhaunen. Die Gemeinde verfügte über eine Religionsschule (die zeitweise auch jüdische Konfessionsschule war) und eine Mikwe. Es war ein Religionslehrer, der auch die Aufgaben des Vorbeters und Schochet innehatte, angestellt. Die Verstorbenen wurden auf dem jüdischen Friedhof in Rhaunen beigesetzt. Im Ort gab es den Israelitischen Frauenverein und den Israelitischen Männerverein. Berühmtester Sohn der jüdischen Gemeinde Rhaunen ist der Architekt Albert Kahn, der 1880 als Elfjähriger mit seiner Familie in die Vereinigten Staaten auswanderte. Er gilt als einer der bedeutendsten Industrie-Architekten seiner Zeit. Ab 1933, nach der „Machtergreifung“ Adolf Hitlers, wurden die jüdischen Einwohner immer mehr entrechtet. Zudem kam es immer wieder zu antijüdischen Aktionen. Dies hatte  zur Folge, dass viele jüdische Familien Rhaunen verließen. Einigen gelang es in die Vereinigten Staaten, nach Palästina oder  nach Schweden zu emigrieren. Die letzten in Rhaunen lebenden Mitglieder der jüdischen Gemeinde wurden im Oktober 1941 deportiert.

### Entwicklung der jüdischen Einwohnerzahl
| Jahr         | Juden | Jüdische Familien | Bemerkung                              |
| ------------ | ----- | ----------------- | -------------------------------------- |
| 1722         |       | 4                 |                                        |
| 1808         | 74    |                   |                                        |
| 1833         | 90    |                   |                                        |
| 1843         | 83    |                   | 10 Prozent der Bevölkerung von Rhaunen |
| 1860         | 90    |                   |                                        |
| 1875         | 88    |                   |                                        |
| 1895         | 104   |                   |                                        |
| 1903         | 109   |                   |                                        |
| 1925         | 70    |                   |                                        |
| 1933         | 58    |                   |                                        |
| Oktober 1938 | 30    |                   |                                        |
| Ende 1941    | keine |                   |                                        |

Quelle: alemannia-judaica.de; jüdische-gemeinden.de
Das Gedenkbuch – Opfer der Verfolgung der Juden unter der nationalsozialistischen Gewaltherrschaft 1933–1945 und die Zentrale Datenbank der Namen der Holocaustopfer von Yad Vashem führen 47 Mitglieder der jüdischen Gemeinschaft Rhaunen (die dort geboren wurden oder zeitweise lebten) auf, die während der Zeit des Nationalsozialismus ermordet wurden.